# Завръщането на котката
„Завръщането на котката“ (на японски: 猫の恩返し; буквално „Отплатата на котката“) е японски аниме фентъзи приключенски филм от 2002 г. на Хироюки Морита от „Студио Гибли“. Сценарият е написан от Хаяо Миядзаки и Аой Хиираги. Продуценти са Тошио Судзуки и Хаяо Миядзаки. Премиерата в Япония се състоя на 19 юли 2002 г. Събитията се провеждат в обикновения и котешкия свят. Персонаж Барон вече е срещнал в аниме „Шепотът на сърцето“ (1995).

## Персонажи
- Хару
- Барон
- Юки
- Принц Луне
- Хироми
- Мута
- Тото
- Майка на Хару
- Котешки Крал
- Тика

## Също
- „Котаракът в чизми“ (2011)